# Artem Ivanov
Artem Volodymyrovych Ivanov (en ukrainien : Артем Володимирович Іванов, né le 16 décembre 1987 à Dnipropetrovsk) est un haltérophile ukrainien, concourant dans la catégorie des moins de 94 kg.

## Carrière
Artem Ivanov participe aux Jeux olympiques de Pékin, où il prend la 11e place avec un total de 380 kg,.
En 2010, aux Championnats d'Europe, il soulève un total de 383 kg pour prendre la médaille d'argent ; l'or revenant au Polonais Arsen Kasabiev. L'Azéri Rovshan Fatullayev, initialement deuxième de la compétition sera ensuite contrôlé positif ce qui entraînera une disqualification de ses résultats de 2010, et une suspension pour 4 ans. Artem Ivanov remporte une autre médaille d'argent, aux Championnats du monde cette fois, derrière le Russe Aleksandr Ivanov.
Aux Championnats du monde 2011, il est une nouvelle fois vice-champion du monde, devancé par le Kazakh Ilya Ilin.

## Palmarès
| Date | Compétition           | Lieu    | Résultat | Catégorie | Total  |
| ---- | --------------------- | ------- | -------- | --------- | ------ |
| 2008 | Jeux olympiques       | Pékin   | 11e      | - 94 kg   | 380 kg |
| 2009 | Championnats du monde | Goyang  | 7e       | - 94 kg   | 380 kg |
| 2010 | Championnats d'Europe | Minsk   | 2e       | - 94 kg   | 383 kg |
| 2010 | Championnats du monde | Antalya | 2e       | - 94 kg   | 402 kg |
| 2011 | Championnats du monde | Paris   | 2e       | - 94 kg   | 407 kg |